# Laphria varia
Laphria varia är en tvåvingeart som beskrevs av Friedrich Hermann Loew 1865. Laphria varia ingår i släktet Laphria och familjen rovflugor. Inga underarter finns listade i Catalogue of Life.